# شعية عصوية
شعية عصوية[بحاجة لمصدر] (الاسم العلمي: Actinobaculum) هو جنس من البكتيريا يتبع فصيلة الشعاوية من رتبة الشعيات.